# Nazionale maschile di calcio della Scozia
La nazionale di calcio della Scozia è la selezione calcistica rappresentativa della Scozia ed è posta sotto l'egida della Scottish Football Federation.
È la più antica nazionale di calcio del mondo insieme a quella inglese, con cui disputò anche la prima partita ufficiale tra due nazionali di calcio. Disputa la maggior parte delle partite casalinghe ufficiali all'Hampden Park, uno degli stadi di Glasgow, mentre numerose sono le amichevoli disputate in altre città (Aberdeen, Dundee, Edimburgo, Greenock, Kilmarnock, Motherwell e Paisley).
La nazionale scozzese vanta nel proprio palmarès 41 vittorie al Torneo Interbritannico (Home International Championship). Si è qualificata otto volte al campionato mondiale di calcio e quattro volte a quello europeo, ma non ha mai superato la fase a gironi della fase finale. Ha ottenuto alcuni risultati degni di nota, come la vittoria per 3-2 nel 1967 ai danni dell'Inghilterra campione del mondo l'anno precedente. Archie Gemmill ha segnato quello che è stato definito uno dei più bei gol di sempre in un campionato del mondo durante la partita contro i Paesi Bassi vinta per 3-2 al mondiale del 1978.
Nella classifica mondiale della FIFA il miglior posizionamento è il 13º posto dell'ottobre 2007, mentre il peggiore è l'88º posto del marzo 2005. Occupa attualmente il 51º posto della graduatoria.
Il primatista di presenze in nazionale è Kenny Dalglish, che ha disputato 102 partite con la nazionale dal 1971 al 1986. Con 30 gol segnati detiene anche il record di reti marcate in nazionale ex aequo con Denis Law. Hanno vestito la casacca nazionale giocatori di prestigio quali Bill Brown, Eric Caldow, Bobby Collins, Jim Baxter, Alex Young, Billy McNeill, Jimmy Johnstone, Willie Henderson, Ian St. John, Danny McGrain, Billy Bremner, Joe Jordan, John Wark, Graeme Souness, Alan Hansen, Paul McStay, Gordon Strachan, Ally McCoist.

## Storia

### Esordi

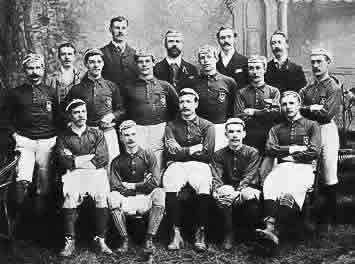
La Nazionale scozzese che affrontò l' nel 1872

Insieme all'Inghilterra, quella scozzese è la nazionale di calcio più antica del mondo. Le rappresentative delle due nazioni avevano disputato una serie di partite al The Oval di Kennington (Londra) dal 1870 al 1872. All'Hamilton Crescent di Glasgow, il 30 novembre 1872, disputarono poi la prima partita internazionale della storia del calcio (l'incontro terminò con un pareggio per 0-0). Tutti gli undici calciatori scesi in campo per la Scozia militavano nel Queen's Park.
Per i successivi quarant'anni la nazionale scozzese giocò solo contro le selezioni delle Home Nations, vale a dire Inghilterra, Galles e Irlanda (IFA). Nel 1883 iniziò il Torneo Interbritannico, che portò le partite da un livello amatoriale a un livello professionistico. Le partite contro l'Inghilterra iniziarono a farsi particolarmente sentite e si sviluppò con gli inglesi un'accesa rivalità.
La Scozia perse solo 2 delle prime 43 partite disputate. Solo nel 1903 subì una sconfitta da una squadra diversa dall'Inghilterra, perdendo per 0-2 in casa contro l'Irlanda. Questa striscia positiva fece più volte issare la Scozia al primo posto della classifica mondiale Elo, elaborata nel 1998 per il periodo dal 1876 al 1904. La Scozia vinse il Torneo Interbritannico in 24 occasioni, condividendolo almeno con un'altra squadra in ben 17 occasioni. Una vittoria degna di nota fu colta nel 1928. Il 31 marzo di quell'anno la rappresentativa in casacca blu batté sonoramente a Wembley i bianchi d'Inghilterra con il risultato di 5-1 dinanzi ad una folla di 80.868 spettatori, in una gara leggendaria. La compagine, capitanata da Jimmy Mc Mullan, è passata alla storia col soprannome di Wembley Wizards (I Maghi di Wembley). Altra vittoria di rilievo è quella ottenuta, sempre a Wembley, contro gli eterni rivali inglesi freschi campioni del mondo il 15 aprile 1967 nel corso dell'ultimo incontro di quell'edizione del Torneo Interbritannico. In quell'occasione la Scozia si impose con il risultato di 3-2, schierando Simpson, Gemmell, Greig, Bremner, Mc Kinnon, Mc Creadie, Mc Calliog, Baxter, Wallace, Law, Lennox. I calciatori di quella squadra scozzese furono soprannominati i maghi di Wembley.
La nazionale disputò la sua prima partita fuori dalle Isole Britanniche nel 1929, quando batté a Bergen la Norvegia per 7-3. Nelle amichevoli successive contro le altre selezioni europee ottenne vittorie contro la Germania e la Francia, per poi perdere contro il Wunderteam dell'Austria e contro l'Italia nel 1931.
Negli anni trenta la Scozia era considerata una delle quattro nazionali più forti del mondo, assieme a Inghilterra, Italia e Austria. Come le altre Home Nations, la Scozia non poté tuttavia qualificarsi per il mondiale negli anni '30, dal momento che la FIFA aveva escluso le quattro federazioni per via di un disaccordo sullo status dei calciatori dilettanti. Le quattro federcalcio, inclusa quella scozzese, rientrarono nella FIFA dopo la seconda guerra mondiale. Nel 1947 si tenne ad Hampden Park una partita tra una rappresentativa del Regno Unito e il Resto del mondo per celebrare l'avvenuta riconciliazione.

### Anni 1950
La riammissione della Scottish Football Association (SFA) nella FIFA consentì alla nazionale scozzese di giocarsi la qualificazione al campionato del mondo 1950. La FIFA comunicò che alle prime due classificate del Torneo Interbritannico del 1950 sarebbe stato riservato un posto al mondiale, ma la federcalcio scozzese annunciò che la nazionale avrebbe giocato la fase finale del mondiale solo se avesse vinto la competizione. Vinti i primi due incontri, la squadra fu sconfitta per 1-0 dall'Inghilterra, chiudendo il Torneo Interbritannico al secondo posto. Pur essendosi qualificata al mondiale secondo le norme della FIFA, non partecipò alla rassegna in quanto non aveva raggiunto l'obiettivo voluto dalla SFA, che fu irremovibile malgrado le richieste pressanti dei calciatori scozzesi, supportati dal capitano Billy Wright e altri calciatori dell'Inghilterra. La SFA mandò, invece, la squadra in tour nel Nord America.
Le stesse regole furono in vigore per il campionato del mondo 1954, con il Torneo Interbritannico del 1954 a fungere da girone di qualificazione al mondiale. La Scozia si piazzò di nuovo seconda, ma stavolta la SFA consentì alla squadra di partecipare alla fase finale del mondiale, in programma in Svizzera. La SFA mandò tuttavia solo 13 giocatori alla fase finale, anche se la FIFA consentiva rose da 22 giocatori. Malgrado la restrizione autoimposta, i dirigenti della SFA si spostarono in massa nel paese elvetico, con mogli al seguito. La nazionale perse per 1-0 contro l'Austria, risultato che spinse il CT Andy Beattie a dimettersi qualche ora prima dell'incontro con l'Uruguay campione del mondo in carica, che non aveva mai perso una partita di fase finale di un mondiale. I sudamericani si imposero sugli scozzesi per 7-0.
Al campionato del mondo 1958 la Scozia pareggiò per 1-1 contro la Jugoslavia, poi perse contro Paraguay e Francia e uscì al primo turno. Il CT della Scozia avrebbe dovuto essere Matt Busby, ma le gravi conseguenze fisiche patite nel disastro aereo di Monaco di Baviera di qualche mese prima lo costrinsero a farsi sostituire da Dawson Walker.

### Anni 1970

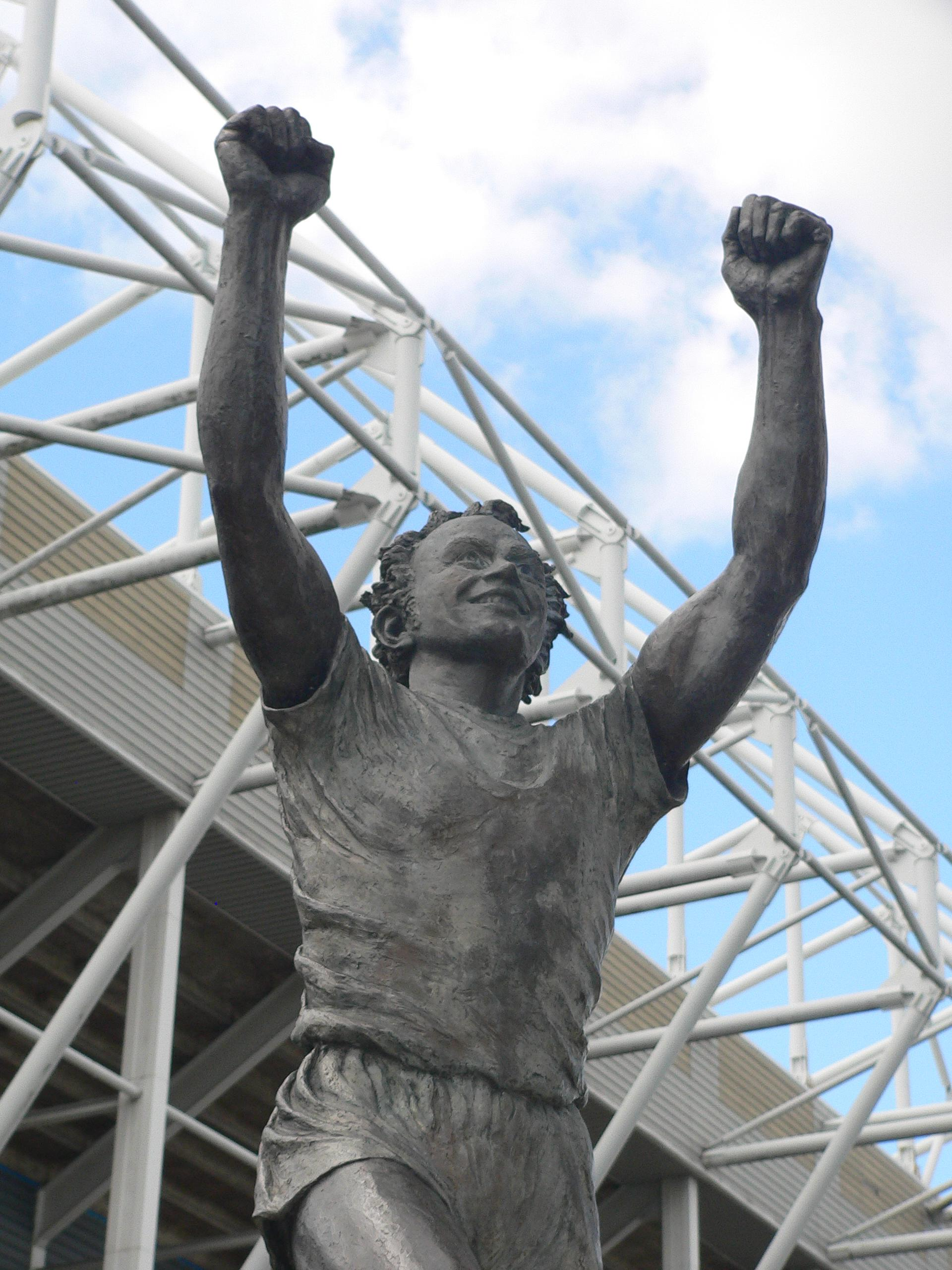
Monumento a Billy Bremner all'esterno dell'Elland Road

Dopo la breve gestione del CT Tommy Docherty il timone della rappresentativa scozzese passò nel 1973 a Willie Ormond, che all'esordio fu sconfitto per 5-0 dall'Inghilterra, ma riuscì a qualificare la squadra per la sua prima Coppa del mondo dopo sedici anni, quella di Germania Ovest 1974. Nella fase finale la squadra ottenne il suo miglior risultato ai mondiali, chiudendo da imbattuta, ma con un'eliminazione al primo turno per via della differenza reti. Dopo aver sconfitto lo Zaire, pareggiò con il Brasile e la Jugoslavia, ma non andò oltre il primo turno perché fu dietro ai verdeoro, secondi, per peggior differenza reti, dopo una parità punti.
Nel 1977 arrivò sulla panchina scozzese Ally MacLeod, con la qualificazione al campionato del mondo 1978 a rischio. L'esordio del nuovo tecnico fu molto positivo, con la vittoria del Torneo Interbritannico 1976-1977, grazie soprattutto a una vittoria per 1-2 contro gli inglesi a Wembley. Al termine dell'incontro i tifosi scozzesi invasero il campo, strapparono zolle dal terreno di gioco e ruppero la traversa. Il buon periodo proseguì con la qualificazione al mondiale del 1978, grazie alle vittorie contro Cecoslovacchia e Galles. Nel periodo che precedette il mondiale argentino MacLeod nutrì le speranze degli scozzesi, affermando che la squadra sarebbe tornata a casa con una medaglia. I giocatori furono salutati con l'entusiasmo al momento della partenza per il Sudamerica, raccogliendosi attorno ad un gremito Hampden Park. Migliaia di altri fan seguirono la squadra fino all'aeroporto di Prestwick, dove era previsto il decollo dell'aereo con a bordo i calciatori. A Córdoba, contro il Perù, gli scozzesi caddero sotto i gol di Teófilo Cubillas, autore di una doppietta nel successo per 3-1. Nella seconda partita pareggiarono per 1-1 contro il debuttante Iran e nella terza, obbligati al successo contro i Paesi Bassi (poi finalista del torneo), riuscirono, malgrado l'iniziale vantaggio siglato dagli olandesi, ad imporsi per 3-2 con un gol di Kenny Dalglish e due di Archie Gemmill, il secondo dei quali è considerato uno dei più belli mai realizzati in Coppa del mondo. Il giocatore scozzese si liberò di tre olandesi prima di battere il portiere Jan Jongbloed. Per la seconda volta consecutiva, però, a causa della differenza reti la squadra dovette salutare il mondiale già dopo la fase a gironi.

### Anni 1980
MacLeod si dimise poco dopo il mondiale del 1978 e fu rimpiazzato da Jock Stein, che aveva vinto due campionati scozzesi consecutivi e una Coppa dei Campioni alla guida del Celtic. Dopo la mancata qualificazione al campionato d'Europa 1980, la Scozia si qualificò al campionato del mondo 1982 dopo aver superato un girone eliminatorio complicato, con Svezia, Portogallo, Israele e Irlanda del Nord, perdendo solo una partita. Alla fase finale sconfisse per 5-2 la Nuova Zelanda, ma perse per 4-1 contro il Brasile di Sócrates, Zico, Éder e Falcão. Ancora una volta fu la differenza reti a decretare l'eliminazione della Scozia, penalizzata da un pareggio per 2-2 contro l'Unione Sovietica.
La Scozia si qualificò al campionato del mondo 1986, approdando per la quarta volta di fila alla fase finale della Coppa del mondo. La qualificazione fu ottenuta al cardiopalma. Nell'ultimo match del girone eliminatorio, contro il Galles, necessitava di un punto per accedere allo spareggio intercontinentale contro l'Australia. A nove minuti dalla fine, con il Galles in vantaggio per 1-0, alla Scozia fu concesso un calcio di rigore, che fu segnato da Davie Cooper. Il pari era sufficiente alla qualificazione e fu il risultato finale dell'incontro, ma mentre giocatori e tifosi festeggiavano il gol del pareggio il CT Stein fu colpito da infarto e morì poco dopo. Al suo posto subentrò il suo vice, Alex Ferguson, che guidò la Scozia nello spareggio contro l'Australia, vinto grazie al successo per 2-0 a Glasgow e al pareggio per 0-0 a Melbourne. L'eliminazione dal mondiale arrivò nella fase a gironi della fase finale, con un punto ottenuto in tre partite (pareggio senza reti contro l'Uruguay e sconfitte contro Danimarca e Germania Ovest.
Nel luglio 1986 Andy Roxburgh fu a sorpresa nominato CT della Scozia, che non riuscì a qualificarsi al campionato d'Europa 1988. La Scozia aiutò tuttavia l'Irlanda a qualificarsi all'europeo battendo per 0-1 in trasferta la Bulgaria nel novembre 1987 e consentendo così agli irlandesi di chiudere sorprendentemente il girone eliminatorio al primo posto.

### Anni 1990
La Scozia si qualificò anche al campionato del mondo 1990, il suo quinto mondiale consecutivo, terminando al secondo posto il proprio girone eliminatorio dietro la Jugoslavia ma davanti alla Francia. Inserita in un girone con Costa Rica, Svezia e Brasile, fu sconfitta per 1-0 dalla Costa Rica, poi batté la Svezia per 2-1 e fu sconfitta dal Brasile per 1-0, chiudendo con l'eliminazione al primo turno.
Si qualificò poi per il rotto della cuffia al campionato d'Europa 1992: pur sconfitta per 1-0 fuori casa dalla Romania, fu avvantaggiata da un pari tra bulgari e rumeni nell'ultima partita del girone. Nella fase a gironi dell'europeo svedese la squadra giocò bene contro Paesi Bassi e Germania e batté la Comunità degli Stati Indipendenti, ma fu eliminata al primo turno. La nazionale scozzese mancò poi l'accesso al campionato del mondo 1994, finendo quarta nel proprio girone, dietro a Italia, Svizzera e Portogallo e davanti a Malta ed Estonia.
Andy Roxburgh si dimise da CT e fu sostituito da Craig Brown, che ottenne la qualificazione al campionato d'Europa 1996. Nella prima partita, contro i Paesi Bassi, fu ottenuto un pari (0-0) che alimentò le speranze in vista della sentitissima partita contro l'Inghilterra padrona di casa, in programma a Wembley. Lo scozzese Gary McAllister fallì un calcio di rigore e gli inglesi, con gol di Alan Shearer e Paul Gascoigne, vinsero per 2-0. La vittoria contro la Svizzera (1-0 con gol Ally McCoist) parve assicurare la qualificazione, dato che nell'altro match l'Inghilterra conduceva per 4-0 contro i Paesi Bassi, ma un gol nel finale degli olandesi tagliò le gambe agli uomini di Brown, penalizzati, a parità di differenza reti (-1), dal minor numero di gol segnati rispetto agli olandesi. La Scozia fu dunque eliminata al primo turno.
Sotto la guida di Brown la Scozia si qualificò anche al campionato del mondo 1998, dove fu inserita in un girone contro il Brasile. La partita dello Stade de France di Parigi contro i sudamericani, la prima del mondiale francese, si concluse con una sconfitta per 2-1: al gol del vantaggio brasiliano rispose John Collins su calcio di rigore, ma un'autorete di Tom Boyd decise l'incontro in favore dei verde-oro. Nella partita seguente, a Bordeaux, gli scozzesi pareggiarono per 1-1 contro la Norvegia, per poi concludere il torneo al primo turno perdendo per 3-0 a Saint-Étienne contro il Marocco.
Nelle qualificazioni al campionato d'Europa 2000 la Scozia giunse a disputare, nel novembre 1999, lo spareggio, che la oppose all'Inghilterra. Dopo aver perso la partita di andata ad Hampden Park per 2-0, riuscì a vincere per 1-0 a Wembley, ma fu eliminata.

### Anni 2000
La Scozia non si qualificò poi al campionato del mondo 2002, terminando al terzo posto il proprio girone di qualificazione, dietro Croazia e Belgio. Avendo mancato per la seconda volta consecutiva la qualificazione ad un grande torneo internazionale, Craig Brown si dimise e fu sostituito dal tedesco Berti Vogts, campione d'Europa con la Germania nel 1996. Nelle eliminatorie del campionato d'Europa 2004 la Scozia giunse agli spareggi, ma dopo aver sconfitto per 1-0 i Paesi Bassi ad Hampden Park subì una pesante sconfitta in trasferta (6-0). I negativi risultati nelle successive amichevoli e un brutto inizio delle qualificazioni al campionato del mondo 2006 causarono un crollo nella classifica mondiale della FIFA, con la Scozia che si ritrovò al 77º posto, mai toccato in precedenza. Vogts rassegnò le proprie dimissioni nel 2004, accusando i media di ostilità nei suoi confronti.

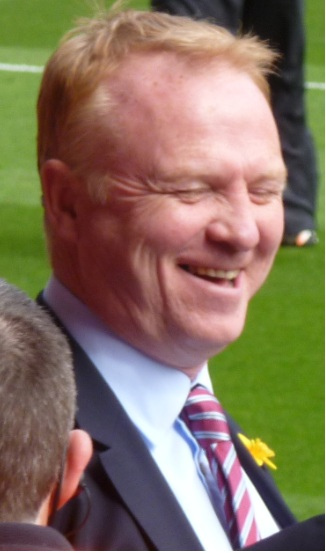
Alex McLeish, CT della Scozia in due riprese.

L'ingaggio di Walter Smith, ex allenatore dei Rangers e dell'Everton, diede inizialmente i suoi frutti: la Scozia risalì nel ranking FIFA e vinse la Coppa Kirin, torneo amichevole organizzato in Giappone. Ciononostante la nazionale non riuscì a qualificarsi al campionato del mondo 2006, chiudendo al terzo posto il girone vinto dall'Italia, con la Norvegia seconda classificata. Smith lasciò la nazionale nel gennaio 2007 per tornare ai Rangers, con la Scozia prima nel girone di qualificazione al campionato d'Europa 2008.
Il suo successore, Alex McLeish, guidò la squadra a buoni risultati in un difficile girone di qualificazione al campionato d'Europa 2008 comprendente i campioni del mondo dell'Italia, i vice-campioni del mondo della Francia e l'Ucraina. La Scozia ottenne vittorie contro Georgia, Fær Øer, Lituania, Francia (sia in casa che in trasferta) e Ucraina e lottò a lungo per il primo posto, ma mancò per un soffio l'accesso alla fase finale del torneo, fallendola a causa di una sconfitta interna contro l'Italia (1-2) a Glasgow nell'ultima partita del proprio girone di qualificazione. In precedenza aveva perso 2-0 in casa della Georgia, stesso risultato con cui era stata sconfitta sia in Italia che in Ucraina. Nonostante il mancato accesso alla fase finale dell'europeo di Austria e Svizzera, il risultato complessivo della Scozia risulta, però, molto positivo, soprattutto per le due vittorie ottenute contro i francesi, che fecero comunque entrare la Scozia nella top 20 del ranking FIFA. Nell'ottobre 2007 la Scozia si issò, infatti, al 13º posto della graduatoria, posizione più alta di sempre nella classifica della FIFA.
La qualificazione all'europeo del 2008 sfuggì dunque per un soffio, ma McLeish lasciò la nazionale per assumere la guida tecnica del Birmingham City e fu rimpiazzato dall'allenatore del Southampton George Burley, che tuttavia esordì con una clamorosa sconfitta contro la Macedonia del Nord nel primo incontro di qualificazione al Sudafrica 2010. Dopo la sconfitta per 3-0 contro i Paesi Bassi nella quarta partita del girone il capitano Barry Ferguson e il portiere Allan McGregor furono esclusi dalla successiva partita contro l'Islanda per indisciplina. Malgrado la vittoria per 2-1 contro gli islandesi, la Scozia perse poi per 4-0 contro la Norvegia, trovandosi costretta a vincere le ultime due partite rimaste per sperare nella qualificazione ai play-off. Alla vittoria per 2-0 contro la Macedonia fece seguito la sconfitta per 1-0 contro l'Olanda, che volle dire eliminazione. Burley rimase in sella per decisione della federcalcio scozzese, ma la successiva sconfitta per 3-0 subita contro il Galles portò al suo esonero.
La squadra fallì poi la qualificazione al mondiale di Sudafrica 2010, arrivando terza nel proprio girone, dietro ai Paesi Bassi e alla Norvegia e subendo anche una sconfitta inaspettata contro la Macedonia del Nord (1-0).

### Anni 2010
Nel dicembre 2009 il ruolo di CT fu affidato a Craig Levein, che guidò la Scozia nelle qualificazioni al campionato d'Europa 2012. La squadra non riuscì ad arrivare ai play-off, venendo superata, nell'ultima giornata, al secondo posto dalla Rep. Ceca, vincitrice per 1-4 in casa della Lituania, mentre gli scozzesi, sconfitti dalla Spagna per 3-1, dovettero dire addio alle speranze di qualificazione.
La Scozia continuò il proprio periodo nero, non riuscendo a ottenere la qualificazione al campionato del mondo 2014. Dopo un inizio negativo delle eliminatorie Levein (2 punti in 4 partite) si dimise e fu rimpiazzato, nel gennaio 2013, da Gordon Strachan. La Scozia era stata inserita in un girone complicato con Belgio, Croazia e Serbia, oltre ai meno ostici Galles e Macedonia del Nord. Apparve subito chiaro che per gli scozzesi la qualificazione a questo mondiale sarebbe rimasto un miraggio, e infatti la nazionale britannica concluse al quarto posto con 11 punti, ben lontana dalla Croazia che, ottenendo il secondo posto, poté partecipare ai play-off.
Nelle qualificazioni al campionato d'Europa 2016 la Scozia si piazzò quarta dietro Germania, Polonia e Irlanda, mancando così l'accesso alla fase finale del torneo, mentre nelle eliminatorie del campionato del mondo 2018 fu fatale il terzo posto nel girone dietro a Inghilterra e Slovacchia. Strachan fu sostituito, nel febbraio 2018, dal rientrante Alex McLeish, che guidò la Scozia nella UEFA Nations League 2018-2019, dove la nazionale britannica vinse il girone di Lega C con Israele e Albania, ottenendo la promozione in Lega B. Nell'aprile 2019, un mese dopo la sconfitta per 3-0 contro il Kazakistan, McLeish fu sollevato dall'incarico.

### Anni 2020
Nel maggio 2019 viene nominato CT Steve Clarke, che, fallita la qualificazione automatica al campionato d'Europa 2020, riesce a centrarla tramite i play-off della UEFA Nations League, dove la Scozia elimina Israele e, nella decisiva sfida di Belgrado del novembre 2020, la Serbia, in entrambe le circostanze ai tiri di rigore, le prime due serie di rigori in gare ufficiali nella storia della nazionale scozzese. La squadra riesce così ad approdare alla fase finale di un grande torneo internazionale dopo ventidue anni: inserita nel gruppo D, con Inghilterra, Croazia e Rep. Ceca, al campionato d'Europa ottiene un solo punto, con il pareggio per 0-0 contro l'Inghilterra, e subisce due sconfitte, venendo così eliminata a causa dell'ultimo posto nel girone.
Grazie a sei vittorie consecutive nel corso del 2021, la Scozia si piazza poi seconda nel girone di qualificazione al campionato del mondo 2022 e accede così ai play-off, dove viene eliminata nelle semifinali dall'Ucraina dopo una sconfitta per 3-1. I buoni risultati vengono confermati UEFA Nations League 2022-2023, dove la Scozia vince il proprio girone di Lega B classificandosi prima davanti agli ucraini, con 4 successi e un pari in 6 partite, venendo promossa in Lega A.
Nell'ottobre 2023 si qualifica ai campionati Europei in Germania. Nel girone assieme a Spagna, Norvegia, Georgia e Cipro si piazza al secondo posto alle spalle della nazionale iberica conquistando 17 punti in 8 gare. Scott McTominay è il capocannoniere del girone con 7 reti.
Agli Europei 2024, viene inserita nel gruppo A insieme a Germania, Svizzera e Ungheria. A Monaco di Baviera, nella gara inaugurale della manifestazione viene sconfitta dai padroni di casa per 5-1; in seguito pareggia contro gli elvetici 1-1 e perde contro i magiari per 1-0, tornando a casa con un solo punto.

## Confronti con altre nazionali
Tra gli avversari nazionali contro cui sono stati disputati almeno 10 incontri, la Scozia presenta i seguenti saldi:

### Saldo positivo
| Nazionale        | Giocate | Vinte | Nulle | Perse | Reti fatte | Reti subite | Differenza | Ultima vittoria   | Ultimo pari       | Ultima sconfitta  |
| ---------------- | ------- | ----- | ----- | ----- | ---------- | ----------- | ---------- | ----------------- | ----------------- | ----------------- |
| Galles           | 107     | 61    | 23    | 23    | 243        | 124         | +119       | 25 maggio 2011    | 10 settembre 1985 | 22 marzo 2013     |
| Irlanda          | 62      | 48    | 8     | 6     | 185        | 47          | +138       | 3 ottobre 1953    | 5 novembre 1952   | 4 ottobre 1947    |
| Irlanda          | 47      | 34    | 6     | 7     | 149        | 41          | +108       | 24 settembre 2022 | 13 giugno 2015    | 11 giugno 2022    |
| Irlanda del Nord | 37      | 17    | 10    | 10    | 60         | 32          | +28        | 25 marzo 2015     | 20 agosto 2008    | 26 marzo 2024     |
| Norvegia         | 19      | 9     | 7     | 3     | 32         | 22          | +10        | 17 giugno 2023    | 19 novembre 2023  | 12 agosto 2009    |
| Danimarca        | 18      | 11    | 0     | 7     | 22         | 14          | +8         | 15 novembre 2021  | –                 | 1º settembre 2021 |
| Svizzera         | 17      | 8     | 4     | 5     | 27         | 25          | +2         | 18 giugno 1996    | 19 giugno 2024    | 1º marzo 2006     |
| Israele          | 11      | 6     | 3     | 2     | 16         | 11          | +5         | 9 ottobre 2021    | 28 marzo 2021     | 18 novembre 2020  |
| Fær Øer          | 11      | 9     | 2     | 0     | 31         | 6           | +25        | 12 ottobre 2021   | 7 settembre 2002  | –                 |
| Lituania         | 10      | 6     | 3     | 1     | 14         | 4           | +10        | 1º settembre 2017 | 8 ottobre 2016    | 2 aprile 2003     |
| Cecoslovacchia   | 10      | 5     | 1     | 4     | 18         | 16          | +2         | 21 settembre 1977 | 2 luglio 1972     | 13 ottobre 1976   |

### Saldo negativo
| Nazionale   | Giocate | Vinte | Nulle | Perse | Reti fatte | Reti subite | Differenza | Ultima vittoria   | Ultimo pari      | Ultima sconfitta  |
| ----------- | ------- | ----- | ----- | ----- | ---------- | ----------- | ---------- | ----------------- | ---------------- | ----------------- |
| Inghilterra | 116     | 41    | 26    | 49    | 175        | 206         | -31        | 17 novembre 1999  | 18 giugno 2021   | 12 settembre 2023 |
| Austria     | 23      | 7     | 8     | 8     | 30         | 37          | -7         | 7 settembre 2021  | 29 marzo 2022    | 30 aprile 2003    |
| Paesi Bassi | 20      | 5     | 5     | 10    | 15         | 32          | -17        | 15 novembre 2003  | 2 giugno 2021    | 22 marzo 2024     |
| Belgio      | 20      | 4     | 3     | 13    | 21         | 41          | -20        | 14 ottobre 1987   | 24 marzo 2001    | 9 settembre 2019  |
| Germania    | 18      | 4     | 5     | 9     | 24         | 31          | -7         | 28 aprile 1999    | 7 giugno 2003    | 14 giugno 2024    |
| Francia     | 17      | 8     | 0     | 9     | 16         | 27          | -11        | 12 settembre 2007 | –                | 17 ottobre 2023   |
| Portogallo  | 17      | 4     | 4     | 9     | 15         | 23          | -8         | 26 marzo 1980     | 15 ottobre 2024  | 8 settembre 2024  |
| Spagna      | 15      | 4     | 4     | 7     | 22         | 25          | -3         | 28 marzo 2023     | 3 settembre 2004 | 12 ottobre 2023   |
| Polonia     | 13      | 3     | 6     | 4     | 18         | 19          | -1         | 18 novembre 2024  | 24 marzo 2022    | 5 settembre 2024  |
| Svezia      | 12      | 5     | 1     | 6     | 14         | 19          | -5         | 10 novembre 1996  | 16 aprile 1975   | 11 agosto 2010    |
| Italia      | 11      | 1     | 2     | 8     | 4          | 19          | -15        | 9 novembre 1965   | 3 settembre 2005 | 29 maggio 2016    |
| Brasile     | 10      | 0     | 2     | 8     | 3          | 16          | -13        | –                 | 18 giugno 1974   | 27 marzo 2011     |
| Rep. Ceca   | 10      | 4     | 1     | 5     | 11         | 14          | -3         | 14 ottobre 2020   | 3 settembre 2011 | 14 giugno 2021    |
| Ungheria    | 10      | 3     | 2     | 5     | 14         | 19          | -5         | 27 marzo 2018     | 5 giugno 1960    | 23 giugno 2024    |

## Partecipazioni ai tornei internazionali
Legenda: Grassetto: Risultato migliore, Corsivo: Mancate partecipazioni

## Statistiche dettagliate sui tornei internazionali

### Mondiali
| Anno | Luogo                    | Piazzamento      | V | N | P | Gol |
| ---- | ------------------------ | ---------------- | - | - | - | --- |
| 1930 | Uruguay                  | Non partecipante | - | - | - | -   |
| 1934 | Italia                   | Non partecipante | - | - | - | -   |
| 1938 | Francia                  | Non partecipante | - | - | - | -   |
| 1950 | Brasile                  | Ritirata         | - | - | - | -   |
| 1954 | Svizzera                 | Primo turno      | 0 | 0 | 2 | 0:8 |
| 1958 | Svezia                   | Primo turno      | 0 | 1 | 2 | 4:6 |
| 1962 | Cile                     | Non qualificata  | - | - | - | -   |
| 1966 | Inghilterra              | Non qualificata  | - | - | - | -   |
| 1970 | Messico                  | Non qualificata  | - | - | - | -   |
| 1974 | Germania Ovest           | Primo turno      | 1 | 2 | 0 | 3:1 |
| 1978 | Argentina                | Primo turno      | 1 | 1 | 1 | 5:6 |
| 1982 | Spagna                   | Primo turno      | 1 | 1 | 1 | 8:8 |
| 1986 | Messico                  | Primo turno      | 0 | 1 | 2 | 1:3 |
| 1990 | Italia                   | Primo turno      | 1 | 0 | 2 | 2:3 |
| 1994 | Stati Uniti              | Non qualificata  | - | - | - | -   |
| 1998 | Francia                  | Primo turno      | 0 | 1 | 2 | 2:6 |
| 2002 | Corea del Sud / Giappone | Non qualificata  | - | - | - | -   |
| 2006 | Germania                 | Non qualificata  | - | - | - | -   |
| 2010 | Sudafrica                | Non qualificata  | - | - | - | -   |
| 2014 | Brasile                  | Non qualificata  | - | - | - | -   |
| 2018 | Russia                   | Non qualificata  | - | - | - | -   |
| 2022 | Qatar                    | Non qualificata  | - | - | - | -   |

### Europei
| Anno | Luogo                | Piazzamento      | V | N | P | Gol |
| ---- | -------------------- | ---------------- | - | - | - | --- |
| 1960 | Francia              | Non partecipante | - | - | - | -   |
| 1964 | Spagna               | Non partecipante | - | - | - | -   |
| 1968 | Italia               | Non qualificata  | - | - | - | -   |
| 1972 | Belgio               | Non qualificata  | - | - | - | -   |
| 1976 | Jugoslavia           | Non qualificata  | - | - | - | -   |
| 1980 | Italia               | Non qualificata  | - | - | - | -   |
| 1984 | Francia              | Non qualificata  | - | - | - | -   |
| 1988 | Germania Ovest       | Non qualificata  | - | - | - | -   |
| 1992 | Svezia               | Primo turno      | 1 | 0 | 2 | 3:3 |
| 1996 | Inghilterra          | Primo turno      | 1 | 1 | 1 | 1:2 |
| 2000 | Belgio / Paesi Bassi | Non qualificata  | - | - | - | -   |
| 2004 | Portogallo           | Non qualificata  | - | - | - | -   |
| 2008 | Austria / Svizzera   | Non qualificata  | - | - | - | -   |
| 2012 | Polonia / Ucraina    | Non qualificata  | - | - | - | -   |
| 2016 | Francia              | Non qualificata  | - | - | - | -   |
| 2020 | Europa               | Primo turno      | 0 | 1 | 2 | 1:5 |
| 2024 | Germania             | Primo turno      | 0 | 1 | 2 | 2:7 |

### Confederations Cup
| Anno | Luogo                    | Piazzamento     | V | N | P | Gol |
| ---- | ------------------------ | --------------- | - | - | - | --- |
| 1992 | Arabia Saudita           | Non invitata    | - | - | - | -   |
| 1995 | Arabia Saudita           | Non invitata    | - | - | - | -   |
| 1997 | Arabia Saudita           | Non qualificata | - | - | - | -   |
| 1999 | Messico                  | Non qualificata | - | - | - | -   |
| 2001 | Corea del Sud / Giappone |                 | - | - | - | -   |
| 2003 | Francia                  | Non qualificata | - | - | - | -   |
| 2005 | Germania                 | Non qualificata | - | - | - | -   |
| 2009 | Sudafrica                | Non qualificata | - | - | - | -   |
| 2013 | Brasile                  | Non qualificata | - | - | - | -   |
| 2017 | Russia                   | Non qualificata | - | - | - | -   |

### Nations League
| Anno      | Luogo       | Piazzamento  | V | N | P | Gol  |
| --------- | ----------- | ------------ | - | - | - | ---- |
| 2018-2019 | Portogallo  | 1° in Lega C | 3 | 0 | 1 | 10:4 |
| 2020-2021 | Italia      | 7° in Lega B | 3 | 1 | 2 | 5:4  |
| 2022-2023 | Paesi Bassi | 4° in Lega B | 4 | 1 | 1 | 11:5 |

## Tutte le rose

### Mondiali
Coppa del Mondo FIFA 19541 Martin, 2 Cunningham, 3 Aird, 4 Evans, 5 Docherty, 6 Davidson, 7 Cowie, 8 Mackenzie, 9 Hamilton, 10 Brown, 11 Machan, 12 Fernie, 13 Ormond, 14 Anderson, 15 Johnstone, 16 Henderson, 17 Mathers, 18 Wilson, 19 Binning, 20 Combe, 21 Copland, 22 McMillan, CT: Beattie
Coppa del Mondo FIFA 19581 Younger, 2 Brown, 3 Parker, 4 Caldow, 5 Hewie, 6 Haddock, 7 McColl, 8 Turnbull, 9 Evans, 10 Docherty, 11 Mackay, 12 Cowie, 13 Baird, 14 Leggat, 15 Scott, 16 Murray, 17 Mudie, 18 Coyle, 19 Collins, 20 Robertson, 21 Imlach, 22 Fernie, CT: Walker
Coppa del Mondo FIFA 19741 Harvey, 2 Jardine, 3 McGrain, 4 Bremner, 5 Holton, 6 Blackley, 7 Johnstone, 8 Dalglish, 9 Jordan, 10 Hay, 11 Lorimer, 12 Allan, 13 Stewart, 14 Buchan, 15 Cormack, 16 Donachie, 17 Ford, 18 Hutchison, 19 Law, 20 Morgan, 21 McQueen, 22 Schaedler, CT: Ormond
Coppa del Mondo FIFA 19781 Rough, 2 Jardine, 3 Donachie, 4 Buchan, 5 McQueen, 6 Rioch, 7 Masson, 8 Dalglish, 9 Jordan, 10 Hartford, 11 Johnston, 12 Blyth, 13 S. Kennedy, 14 Forsyth, 15 A. Gemmill, 16 Macari, 17 Johnstone, 18 Souness, 19 Robertson, 20 Clark, 21 Harper, 22 Burns, CT: MacLeod
Coppa del Mondo FIFA 19821 Rough, 2 McGrain, 3 Gray, 4 Souness, 5 Hansen, 6 Miller, 7 Strachan, 8 Dalglish, 9 Brazil, 10 Wark, 11 Robertson, 12 Wood, 13 McLeish, 14 Narey, 15 Jordan, 16 Hartford, 17 Evans, 18 Archibald, 19 Sturrock, 20 Provan, 21 Burley, 22 Leighton, CT: Stein
Coppa del Mondo FIFA 19861 Leighton, 2 Gough, 3 Malpas, 4 Souness, 5 McLeish, 6 Miller, 7 Strachan, 8 Aitken, 9 Bannon, 10 Bett, 11 McStay, 12 Goram, 13 Nicol, 14 Narey, 15 Albiston, 16 McAvennie, 17 Archibald, 18 Sharp, 19 Nicholas, 20 Sturrock, 21 Cooper, 22 Rough, CT: Ferguson
Coppa del Mondo FIFA 19901 Leighton, 2 McLeish, 3 Aitken, 4 Gough, 5 McStay, 6 Malpas, 7 Johnston, 8 Bett, 9 McCoist, 10 M. MacLeod, 11 Gillespie, 12 Goram, 13 Durie, 14 McInally, 15 Levein, 16 McCall, 17 McKimmie, 18 Collins, 19 McPherson, 20 McAllister, 21 Fleck, 22 Gunn, CT: Roxburgh
Coppa del Mondo FIFA 19981 Leighton, 2 McNamara, 3 T. Boyd, 4 Calderwood, 5 Hendry, 6 T. McKinlay, 7 Gallacher, 8 Burley, 9 Durie, 10 Jackson, 11 Collins, 12 Sullivan, 13 Donnelly, 14 Lambert, 15 S. Gemmill, 16 Weir, 17 B. McKinlay, 18 Elliott, 19 Whyte, 20 Booth, 21 Gould, 22 Dailly, CT: Brown

### Europei
Campionato d’Europa UEFA 19921 Goram, 2 Gough, 3 McStay, 4 Malpas, 5 McCoist, 6 McClair, 7 Durie, 8 McPherson, 9 McKimmie, 10 McCall, 11 McAllister, 12 H. Smith, 13 Nevin, 14 Gallacher, 15 T. Boyd, 16 McInally, 17 Whyte, 18 Bowman, 19 McLaren, 20 Ferguson, CT: Roxburgh
Campionato d’Europa UEFA 19961 Leighton, 2 McKimmie, 3 T. Boyd, 4 Calderwood, 5 Hendry, 6 Whyte, 7 Spencer, 8 McCall, 9 McCoist, 10 McAllister, 11 Collins, 12 Goram, 13 T. McKinlay, 14 Durie, 15 Jess, 16 Burley, 17 B. McKinlay, 18 Gallacher, 19 Jackson, 20 Booth, 21 S. Gemmill, 22 N. Walker, CT: Brown
Campionato d'Europa UEFA 20201 Marshall, 2 O'Donnell, 3 Robertson, 4 McTominay, 5 Hanley, 6 Tierney, 7 McGinn, 8 McGregor, 9 Dykes, 10 Adams, 11 Christie, 12 Gordon, 13 Taylor, 14 Fleck, 15 Gallagher, 16 Cooper, 17 Armstrong, 18 Turnbull, 19 Nisbet, 20 Fraser, 21 McLaughlin, 22 Patterson, 23 Gilmour, 24 Hendry, 25 Forrest, 26 McKenna, CT: Clarke
Campionato d'Europa UEFA 20241 Gunn, 2 Ralston, 3 Robertson, 4 McTominay, 5 Hanley, 6 Tierney, 7 McGinn, 8 McGregor, 9 Shankland, 10 Adams, 11 Christie, 12 Kelly, 13 Hendry, 14 Gilmour, 15 Porteous, 16 Cooper, 17 Armstrong, 18 Morgan, 19 Conway, 20 Jack, 21 Clark, 22 McCrorie, 23 McLean, 24 Taylor, 25 Forrest, 26 McKenna, CT: Clarke

## Colori e simboli

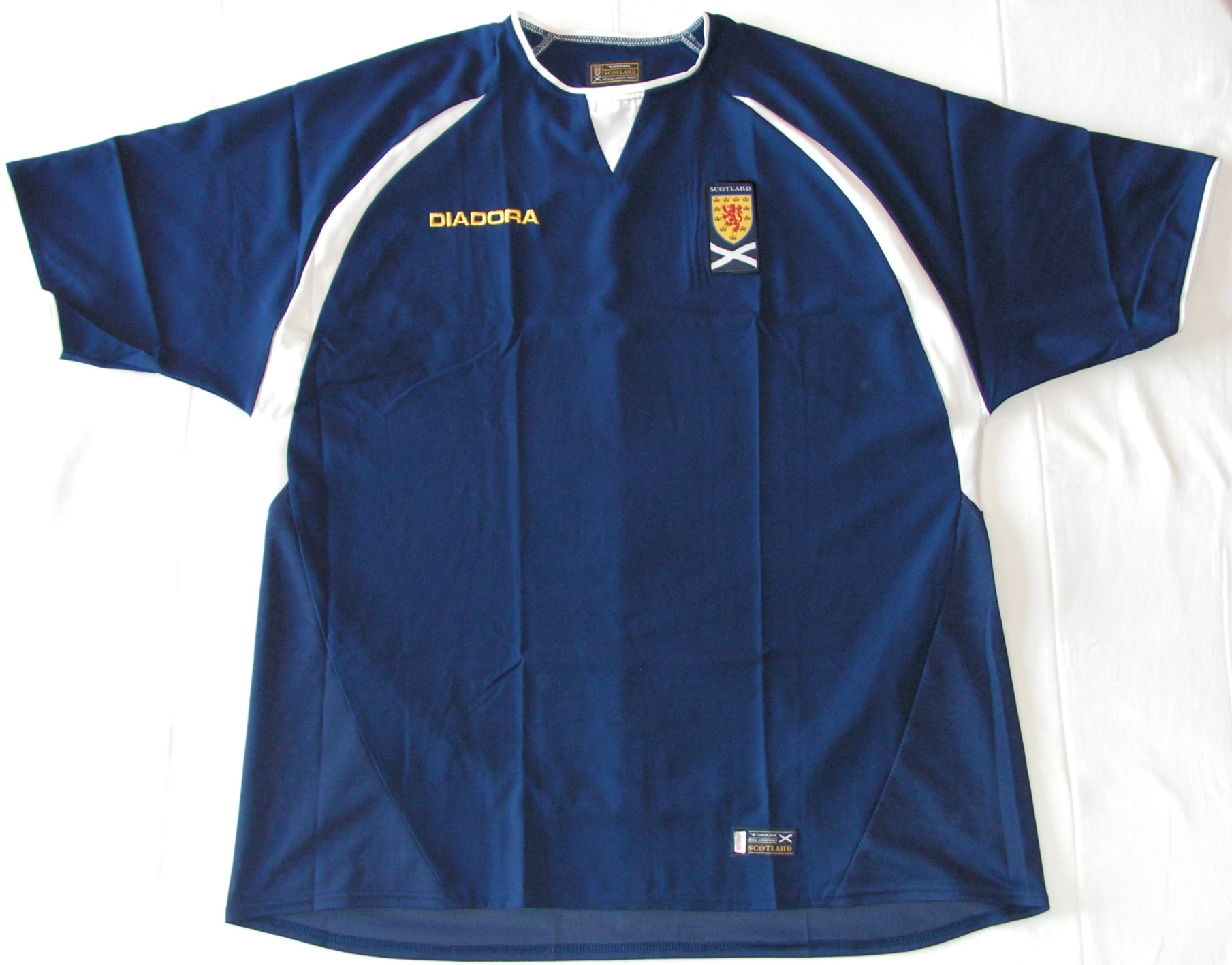
La maglia ufficiale del 2004

La divisa più tradizionale della Scozia è composta da una maglia blu scuro, pantaloncini bianchi e calzettoni rossi o blu scuri. Per la loro mai variata combinazione cromatica sono anche chiamati blu di Scozia. La scelta del blu è di facile comprensione, dato che è il colore nazionale: presente nell'amata e antichissima bandiera, una croce di Sant'Andrea bianca su campo blu, il blu è presente in qualsiasi divisa sportiva scozzese, non solo calcistica. Inoltre le divise scozzesi derivano direttamente dai colori sociali della squadra Queen's Park che rappresentò la prima volta la Scozia internazionalmente.
Le tonalità di blu utilizzate per la divisa di casa sono cambiate molto a seconda degli anni, passato da un marcato blu scuro ad un blu notte quasi vicino al nero. I pantaloncini, storicamente bianchi, sono divenuti invece blu in tinta con la maglia dal 2006: l'ultima versione casalinga infatti, tuttora utilizzata, prevede una divisa monocromatica blu scuro intenso con bordini e rifiniture dorate. Da segnalare che per Euro '96, disputatosi nella vicina Inghilterra, la Scozia indossò una tenuta monocromatica blu scurissimo, con dei tradizionali quanto originali disegni tartan tipici dei kilt scozzesi.
Curiosamente, la Scozia non ha però sempre giocato con l'apprezzata divisa blu, avendo in varie occasioni disputato gare con una combinazione cromatica ben differente: tra il 1881 ed il 1951 infatti si sono registrate partite in cui la rappresentativa scozzese scese in campo con un'insolita maglia a strisce orizzontali color primula e rosa, accompagnata da pantaloncini e calzettoni blu scuro, colori dei cavalli da corsa di Archibald Primrose, 5º Conte di Rosebery. Ex Primo Ministro, Lord Rosebery fu un'importante figura del calcio scozzese, ricoprendo il ruolo onorario di Presidente della Scottish Football Association e della squadra di Edimburgo degli Hearts per anni. I suoi colori vennero utilizzati frequentemente nel primo decennio del ventesimo secolo, ma vennero praticamente messi da parte dal 1909 per poi essere ripresi per poco tempo nel 1949 e venire utilizzati l'ultima volta contro la Francia nel 1951. Nel 1900, quando la Scozia batté l'Inghilterra 4-1, un entusiasta Lord Rosebery dichiarò: "Non ho mai visto i miei colori così ben rappresentati da quando Ladas vinse il Derby".

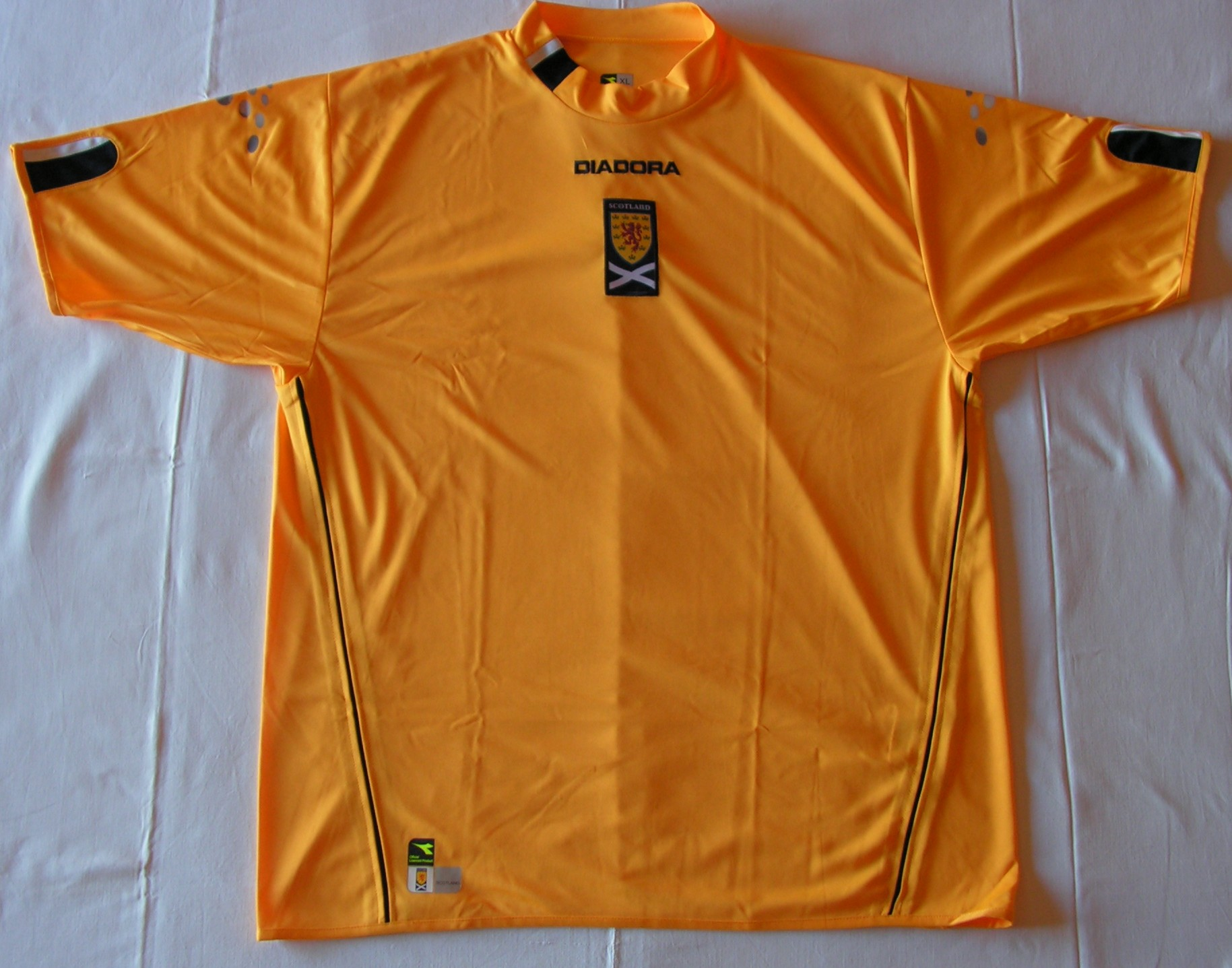
Divisa da trasferta del 2004

In trasferta la Scozia non ha utilizzato nel corso del tempo maglie univoche: se i pantaloncini sono stati quasi sempre blu scuro, la maglia alternata ha cambiato da un più opportuno bianco opposto alla prima divisa, a volte con righine o inserti blu, ad un frequente giallo intenso od ocra. Nondimeno, nel 2000 è apparsa per due anni anche un'originale maglia color salmone sormontata da una banda scura color notte e successivamente una nuova combinazione con maglia celeste e resto scuro. Nelle corso delle qualificazione al Campionato Europeo del 2008 venne utilizzata una divisa da trasferta innovitava, completamente bianca con una pittoresca Croce di Sant'Andrea, simbolo nazionale di Scozia, di color celeste sul petto (utilizzata anche contro l'Italia a Bari). La seconda divisa è bianca con inserti blu scuro, con pantaloncini blu e calzettoni bianchi. Per le qualificazioni ad Euro 2016 è stata riproposta una versione a righe orizzontali primula con la riga sul petto rosa e più larga su sfondo bianco. È stata accantonata vista la sua impopolarità ed il suo legame con il conte Rosebery.. Nel 2020 è stato prodotto dalla Adidas, per conto della SFA, una maglia (mai indossata ufficialmente dalla nazionale) di color fucsia/magenta per sensibilizzare i tifosi sulla questione dell'intolleranza di una parte minoritaria dei sostenitori della Old firm.
Storicamente affidate alla britannica Umbro, dal 1999 la fornitura tecnica è passata all'italiana Diadora e, in seguito, all'Adidas.

Il thistle, cardo simbolo della nazione

I giocatori scozzesi portano sul petto lo stemma della federazione scozzese, un'originale combinazione di vari simboli della nazione: uno scudo giallo con un leone rampante rosso richiama fortemente lo Stemma Reale di Scozia, ma invece che dalle decorazioni del già citato stemma è riempito da molte piante di cardo (il ben noto thistle), ritenuto il fiore ufficiale della nazione. Da non molto tempo lo stemma della federazione è stato inserito in un campo blu regolare che contiene in fondo anche una bandiera scozzese stilizzata al vento e la parola in lettere d'oro Scotland.
Da segnalare l'apertura della federcalcio scozzese all'uso della lingua gaelica scozzese, anche grazie alle spinte culturali che stanno ridando vigore alle lingue minoritarie originarie della Scozia. Da qualche anno, oltre alla parola inglese contenuta nello stemma, è presente nel retro della maglia o nei calzettoni una piccola scritta che richiama il nome gaelico della nazione, Alba.

## Rosa attuale
Lista dei giocatori convocati per le gare amichevoli di giugno 2025.
Presenze e reti aggiornate al momento delle convocazioni.
|  | P | Angus Gunn       | 22 gennaio 1996   | 15 | -23 | Norwich City    |  |  |
|  | P | Robby McCrorie   | 18 marzo 1998     | 0  | 0   | Kilmarnock      |  |  |
|  | P | Cieran Slicker   | 15 settembre 2002 | 0  | 0   | Ipswich Town    |  |  |
|  |   |                  |                   |    |     |                 |  |  |
|  | D | Andrew Robertson | 11 marzo 1994     | 82 | 4   | Liverpool       |  |  |
|  | D | Grant Hanley     | 20 novembre 1991  | 61 | 2   | Birmingham City |  |  |
|  | D | Kieran Tierney   | 5 giugno 1997     | 49 | 1   | Arsenal         |  |  |
|  | D | Scott McKenna    | 19 novembre 1996  | 40 | 1   | Las Palmas      |  |  |
|  | D | Jack Hendry      | 7 maggio 1995     | 34 | 3   | Al-Ettifaq      |  |  |
|  | D | Nathan Patterson | 26 ottobre 2001   | 21 | 1   | Everton         |  |  |
|  | D | Anthony Ralston  | 16 novembre 1998  | 20 | 1   | Celtic          |  |  |
|  | D | John Souttar     | 25 settembre 1996 | 15 | 1   | Rangers         |  |  |
|  | D | Max Johnston     | 26 dicembre 2003  | 1  | 0   | Sturm Graz      |  |  |
|  | D | Josh Doig        | 18 maggio 2002    | 0  | 0   | Sassuolo        |  |  |
|  |   |                  |                   |    |     |                 |  |  |
|  | C | John McGinn      | 18 ottobre 1994   | 75 | 20  | Aston Villa     |  |  |
|  | C | Scott McTominay  | 8 dicembre 1996   | 60 | 12  | Napoli          |  |  |
|  | C | Billy Gilmour    | 11 giugno 2001    | 38 | 2   | Napoli          |  |  |
|  | C | Lewis Ferguson   | 24 agosto 1999    | 14 | 0   | Bologna         |  |  |
|  | C | Lennon Miller    | 25 agosto 2006    | 0  | 0   | Motherwell      |  |  |
|  | C | Andy Irving      | 13 maggio 2000    | 0  | 0   | West Ham Utd    |  |  |
|  | C | Connor Barron    | 29 agosto 2002    | 0  | 0   | Rangers         |  |  |
|  |   |                  |                   |    |     |                 |  |  |
|  | A | Ché Adams        | 13 luglio 1996    | 37 | 6   | Torino          |  |  |
|  | A | Tommy Conway     | 6 agosto 2002     | 4  | 0   | Middlesbrough   |  |  |
|  | A | George Hirst     | 15 febbraio 1999  | 2  | 0   | Ipswich Town    |  |  |
|  | A | James Wilson     | 6 marzo 2007      | 1  | 0   | Hearts          |  |  |
|  | A | Kieron Bowie     | 21 settembre 2002 | 0  | 0   | Hibernian       |  |  |

### Staff tecnico
- Commissario Tecnico -  Malky Mackay

## Record individuali
Statistiche aggiornate al 23 marzo 2025.
- In grassetto i giocatori ancora in attività con la maglia della nazionale.

### Record presenze
| Posizione | Giocatore        | Presenze | Reti | Periodo   |
| --------- | ---------------- | -------- | ---- | --------- |
| 1         | Kenny Dalglish   | 102      | 30   | 1971-1986 |
| 2         | Jim Leighton     | 91       | 0    | 1982-1998 |
| 3         | Andrew Robertson | 84       | 4    | 2014-     |
| 4         | Craig Gordon     | 81       | 0    | 2004-     |
| 5         | Darren Fletcher  | 80       | 5    | 2003-2017 |
| 6         | Alex McLeish     | 77       | 0    | 1980-1993 |
| 6         | John McGinn      | 77       | 20   | 2016-     |
| 8         | Paul McStay      | 76       | 9    | 1983-1997 |
| 9         | Tom Boyd         | 72       | 1    | 1990-2001 |
| 10        | Kenny Miller     | 69       | 18   | 2001-2013 |
| 10        | David Weir       | 69       | 1    | 1997-2010 |

### Record reti
| Posizione | Giocatore        | Reti | Presenze | Periodo   |
| --------- | ---------------- | ---- | -------- | --------- |
| 1         | Kenny Dalglish   | 30   | 102      | 1971-1986 |
| 1         | Denis Law        | 30   | 55       | 1958-1974 |
| 3         | Hughie Gallacher | 23   | 20       | 1924-1935 |
| 4         | Lawrie Reilly    | 22   | 38       | 1948-1957 |
| 5         | John McGinn      | 20   | 75       | 2016-     |
| 6         | Ally McCoist     | 19   | 61       | 1986-1998 |
| 7         | Kenny Miller     | 18   | 69       | 2001-2013 |
| 8         | James McFadden   | 15   | 48       | 2002-2010 |
| 8         | Robert Hamilton  | 15   | 11       | 1899-1911 |
| 10        | Mo Johnston      | 14   | 38       | 1984.1992 |

## Commissari tecnici

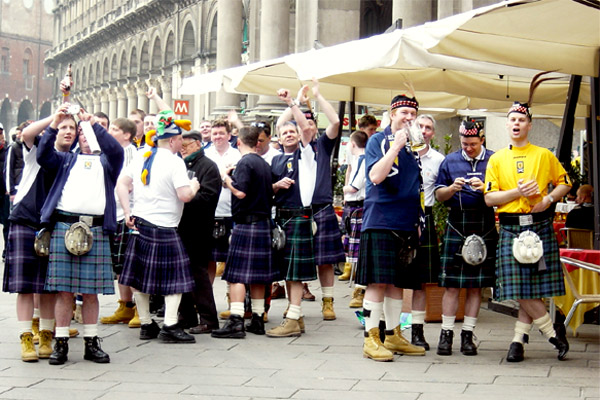
Tifosi scozzesi a Milano.

- Commissione Tecnica Federale (1872-1954)
- Andy Beattie (1954)
- Commissione Tecnica Federale (1954-1958)
- Dawson Walker (1958)
- Matt Busby (1958)
- Andy Beattie (1958-1960)
- Ian McColl (1960-1965)
- Jock Stein (1965-1966)
- John Prentice (1966)
- Malcolm Macdonald (1966-1967)
- Bobby Brown (1967-1971)
- Tommy Docherty (1971-1972)
- Willie Ormond (1972-1977)
- Ally MacLeod (1977-1978)
- Jock Stein (1978-1985)
- Alex Ferguson (1985-1986)
- Andy Roxburgh (1986-1993)
- Craig Brown (1993-2002)
- Berti Vogts (2002-2004)
- Walter Smith (2004-2007)
- Alex McLeish (2007)
- George Burley (2008-2009)
- Craig Levein (2009-2013)
- Gordon Strachan (2013-2017)
- Malky Mackay (2017-2018)
- Alex McLeish (2018-2019)
- Steve Clarke (2019-)